# Свято-Троицкая церковь (Хельсинки)
Свято-Троицкая церковь (фин. Pyhän Kolminaisuuden kirkko, швед. Heliga Treenighetskyrkan) — православный храм Хельсинкской митрополии Финляндской архиепископии Константинопольского Патриархата, расположенный в районе Круунунхака близ Сенатской площади в городе Хельсинки.
Храм построен в стиле ампир в период с 1825 по 1826 годы по проекту финского архитектора Карла Людвига Энгеля и освящён в 1827 году в честь Святой Троицы. Является самым старым православным храмом столицы Финляндии.